# 網路白目
網路白目，或稱樂子人、魔怔人、网络巨魔、喷子等，是指在網際網路上為吸引關注或搗亂，故意留下激怒他人言論的人或行為。

## 在網際網路中文使用者間的詞彙發展
現今常見的「白目」一詞很可能源自臺灣地區，該詞彙在臺灣話中指的是做出明顯不合時宜的言行舉動或「調皮搗蛋」等。白𡳞（或作白卵、白爛等，「𡳞」一字很可能是指陰莖），則可能是與「白目」含義相近但更強烈的措辭。 有關詞彙很可能在來自臺灣的網際網路使用者與其他中文圈使用者互動中，擴散到更多網際網路中文使用者之間。
日語中含意相近的表達有、（日語羅馬字首字母縮寫作「KY」，字面翻譯作「不讀『空氣』」，或可意譯作「沒有察言觀色」）等。

## 特徵行為
- 洗板，即大量地重複張貼相同或相近内容信息，有的則是打廣告之打工者。
- 網路訟棍，刻意挑釁激怒網友，逼對方反擊回罵，若出現人身攻擊，就會立刻截圖並向對方提告公然侮辱罪。
- 亦指現實生活中為求肥一己私心，而造出不考慮他人感覺的無常識行為。
- 蓄意散播無關所在討論區主題的信息，例如在不恰當的地方賣廣告，發佈政治信息，發佈色情網址或圖文等非法信息等。
  - 例子：在網上有互動成分的地方到處貼上「網絡排名」等廣告，即使在韓語版本、德語版本、西班牙語版本或世界語版本，也只是貼上一個內容完全是中文的網頁連結，完全沒有解釋連結用途。
- 不負責任地挑起爭端，言論可能毫無憑據甚至違反科學常理等，語言中還可能帶有明顯的人身攻擊和挑釁意味。
  - 例子：在公開討論區看到與自己意見不同的文章時，立刻發文以粗話辱罵對方，又或是散佈假消息甚至以小圈子形式訂立偽法律胡亂框限定義一些詞語的意思和用法，來污衊對方和控制公眾言行，從而達致淨空異己。
- 在討論中對別人的勸言充耳不聞，無視不利自己的問題，並利用偷換概念的詭辯技巧，意圖將別人的意見打倒（俗稱「專門『死撐』」）。甚至有某些情形，在狀況對自己不利時，採用發佈垃圾信息的方式進行洗板以把討論弄得一團糟，甚至蔑造錯誤觀點或動用明顯傾向自身喜惡的觀點不惜扭曲大眾對現事情實況的認知，再配合針對性的大發雷霆情緒統戰，期望搏取大眾同情以得到更強勁和更持續的針對效果和／或打壓效果。
- 無視版權條例，一而再再而三的轉貼受版權保護的文章。在經過勸諭及警告後還是繼續犯。
- 使用匿名或分身帳號假造支持言論，或是假造行為模式非常討人厭的異見分子，以減輕針對使用者本身的指責。
- 當居處於一些資訊平台的管理員職位時，於該等資訊平台針對目標人物／目標族群作出無理的消音（如刪除文章）甚至程度不一的停權（如禁止貼文、禁止瀏覽、禁止登入，甚至註銷帳戶），以打壓目標人物／目標族群的言論空間，減少其對自身或自身所屬族群的威脅，保障自身或自身所屬族群之言行橫行霸道的權力。